# Battle-Cat
Battle-Cat è un personaggio della serie di giocattoli Mattel Masters of the Universe. Rappresenta una tigre, ed è l'inseparabile compagno dell'eroico He-Man.
Ancora un cucciolo di tigre, dal manto color verde a strisce gialle, viene trovato dal giovanissimo Adam, principe di Eternia e chiamato Cringer. Di indole mite, perennemente fifone, ama dormire e mangiare, ma appena Adam si trasforma in He-Man anche Cringer può ricevere i poteri di Grayskull e diventare il possente Battle-Cat, la tigre corazzata pronta a portare He-Man ovunque e a lottare contro le forze di Skeletor. Cringer in realtà è molto più coraggioso di quanto non sembri; difatti in alcune occasioni in cui la vita di Adam è stata in pericolo l'ha salvato da morte certa. 
Contrariamente a He-Man, la Filmation dedicò a Cringer un episodio sulle sue origini, il numero: MU096 - "Battlecat".

## Biografia del personaggio
Dopo la perdita dei genitori per mano dei servi di Skeletor, Cringer rimase orfano e venne allevato dal principe Adam con il quale crebbe e divenne grandissimo amico. Quando Adam si trasformò per la prima volta nel leggendario guerriero He-Man, anche Cringer ricevette il potere di Grayskull e diventò una tigre corazzata, possente e senza paura (in contrasto con l'alter ego fifone e mite), il potente Battle-Cat, amico e destriero di He-Man, che accompagna in tutti i suoi viaggi e in tutte le sue battaglie. All'inizio Cringer non ama trasformarsi in Battle-Cat perché quando lo fa diventa un altro essere; di tanto in tanto bramisce, ma sa parlare il linguaggio umano. 
Il suo acerrimo nemico è Panthor (incapace però di parlare), la pantera viola destriero di Skeletor, ideata come la controparte malvagia di Battle-Cat e come sua nemesi, con il quale si è scontrato più volte.

## Poteri e abilità
Battle-Cat detiene una forza nettamente superiore a quella di un semplice animale. I poteri di GraySkull gli hanno donato una forza straordinaria, capace di tranciare in due un robot di acciaio con un solo colpo di artigli o di rompere l'indistruttibile metallo fotanio. La sua forza fisica è paragonabile a quella di He-Man. È immune al potere di controllo sugli animali di Beast-Man anche come Cringer. La sua corazza, con incorporata una sella per He-Man, è inoltre durissima. Anche la sua agilità è superiore alla norma. Per finire, Battle-Cat è dotato di acutissimi sensi, fra cui il suo superiore olfatto.

## Origini
Le origini di Battle-Cat sono narrate nell'episodio della serie a cartoni classica: MUO96 Battle-Cat. Adam viaggiava nella giungla e qui trovò il piccolo cucciolo di tigre solo e orfano (secondo i fumetti i suoi genitori sono stati uccisi dai guerrieri di Skeletor). Subito venne attaccato da una tigre dai denti a sciabola adulta, ma riuscì a fuggire e a tornare al palazzo di Grayskull. Decise di adottare il cucciolo e lo chiamò Cringer. Cringer divenne il migliore amico di Adam al quale è molto affezionato.

## Apparizioni
Battle-Cat appare nella serie a cartoni del 1983: He-Man e i dominatori dell'universo; anche, sempre insieme ad He-Man, in alcuni episodi de She-Ra, la principessa del potere. Compare regolarmente al fianco di Adam/He-Man anche nelle pellicole: He-Man e She-Ra: Speciale Natale, e Il segreto della spada. Infine è presente nella serie del 2002: He-Man and the Masters of the Universe. In quest'ultima Battle-Cat viene ritratto non più come una tigre comune, ma come una tigre dai denti a sciabola. In questo adattamento ha un corpo molto più imponente, tuttavia non risulta in grado di parlare ma solo di ruggire, sicché la sua personalità ne esce meno definita; appare comunque in grado di capire perfettamente i discorsi.